# 中國藏書史
藏書是中國文人的嗜好，藏書又分官方與私家。据《中国私家藏书史》統計全國著名藏書家有4654人。

## 上古
三墳、五典、八索、九丘據說是上古時代的書籍。孔安國《書經‧序》：「伏羲、神農、黃帝之書，謂之三墳，言大道也。」另《左傳‧昭公十二年》：「是能讀三墳五典、八索、九丘。」

## 漢朝
漢朝時有天祿閣（今未央区天禄阁小学内）、石渠閣（今周河湾村东一座土丘）、麒麟閣、蘭台、石室等藏書之所。並不開放給公眾。西漢河平二年（公元前27年），漢宣帝的第四個兒子東平王劉宇來到長安，向他的姪子漢成帝「上疏求諸子及《太史公書》」，漢成帝舅舅王鳳堅決反對賜書給東平王，理由是「諸子書或反經術，非聖人，或明鬼神，信物怪；《太史公書》有戰國縱橫權譎之謀，漢興之初謀臣奇策，天官災異，地形厄塞：皆不宜在諸侯王。不可予」。漢成帝採納了舅舅的意見。他告訴叔父，「『五經』聖人所制，萬事靡不畢載」。劉向，劉歆，班固都曾經在宮內校書。到了董卓移都之际，「吏民扰乱，自辟雍、东观、兰台、石室、宣明、鸿都诸藏典策文章，竞共剖散，其缣帛图书，大则连为帷盖，小乃制为縢囊。及王允所收而西者。裁七十余乘，道路艰远，复弃其半矣。后长安之乱，一时焚荡，莫不泯尽焉。」

## 南北朝
南齐陆澄藏书万余卷，王俭称之“书橱”。
南朝梁沈约“好坟籍，聚书至二万卷，京师莫比”，一說十二萬卷；任防則藏书三万卷。
梁元帝聚書40年，得書80000卷。後江陵焚書140000卷。
穆子容“录天下书，逢即写录，所得万余卷。”
周密《齐东野语》云：“今年惟直斋陈氏书最多，盖尝仕于蒲，传录夹漈郑氏、方氏、林氏、吴氏旧书至五万一千一百八十余卷。”

## 隋朝
许善心“家藏书近万卷”，撰有私家目录《七林》。

## 唐朝
陸龜蒙有《寄淮南鄭寶書記》詩：「五丁驅得神功盡，二酉搜來秘檢疏。」二酉是指大酉山、小酉山，今皆位於湖南境內，其中小酉山石穴中藏書有千卷。《太平御覽‧卷四十九‧地部‧小酉山引荊州記》記載：“小酉山，山上石穴中有書千卷，相傳秦人於此學習，因留之。”

## 宋朝
周密自稱“吾家三世累积，凡有书四万二千余卷” （《齐东野语》卷十二）

## 元朝
莊肅為江南三大藏書家之一，儲書畫八萬卷。宋亡後隱居不仕。危素奉詔至松江莊肅家求书，時庄肃已病卒，其家人擔心大祸臨頭，竟縱火焚书。

## 明朝
天一閣始建於明代嘉靖年間，由范欽所建，是中國現存最早的古代私家藏書樓，目前藏書30萬卷。
潘曾纮“有意汲古，广储缥缃，视学中州，罗致更富”。

## 清朝
清初钱谦益取得刘凤、钱允治、杨仪及赵琦美四家藏书，累積有七十三大櫃的書籍，多宋元版。
乾隆三十七年开“四库馆”，搜罗全国遗书，得13781種。
刘承干的“嘉业堂”藏书总量“都计所得约六十万卷，费逾三十万。”
严可均“著书不辍，藏书至二万卷”
许宗彦“藏书三十六橱，类多精善”
严元照“所居芳椒堂，聚书数万卷”
陆心源“书凡四千部为卷二十万有奇，为册四万四千余”
张钧衡“罗集宋、元、明、清各种精品十余万卷”
清末的藏書家仍不少，多集中於蘇州之域，如潘祖荫建有“滂喜斋”與“功顺堂”，金天翮建有“天放楼”，吴梅建有“奢摩他室”與“百嘉堂”，邓邦述有“群碧楼”，莫裳有“铜井山房”，胡玉缙有“许庼”，江标有“灵鹣阁”，叶昌炽有“奇觚庼”等。